# Bofors 57 mm L/60
Ne doit pas être confondu avec Bofors 57 mm L/70.
Le canon automatique naval Bofors 57 mm L/60 (suédois : 57 mm sjöautomatkanon L/60 (57 mm SAK 60)),, également connu sous le nom de 57 mm/60 (2,25") SAK modèle 1950,, est un canon bitube d'artillerie navale à double usage entièrement automatique de calibre 57 mm (2,2 pouces) conçu par l'armurier suédois Bofors de la fin des années 1940 au début des années 1950, pour répondre à une demande de la marine néerlandaise. Outre la marine néerlandaise, l'arme a également été adoptée par la marine suédoise et française, principalement par cette dernière.

## Conception
Le Bofors 57 mm L/60 est à la base une version à grande échelle du célèbre Bofors 40 mm L/70, mais construit comme un système à deux canons partageant la même boîte de culasse avec des munitions alimentées par les côtés dans chaque canon. Les canons étaient refroidis à l'eau et alimentés par de grands chargeurs de 80 cartouches qui permettaient de tirer plusieurs longues rafales sans recharger.

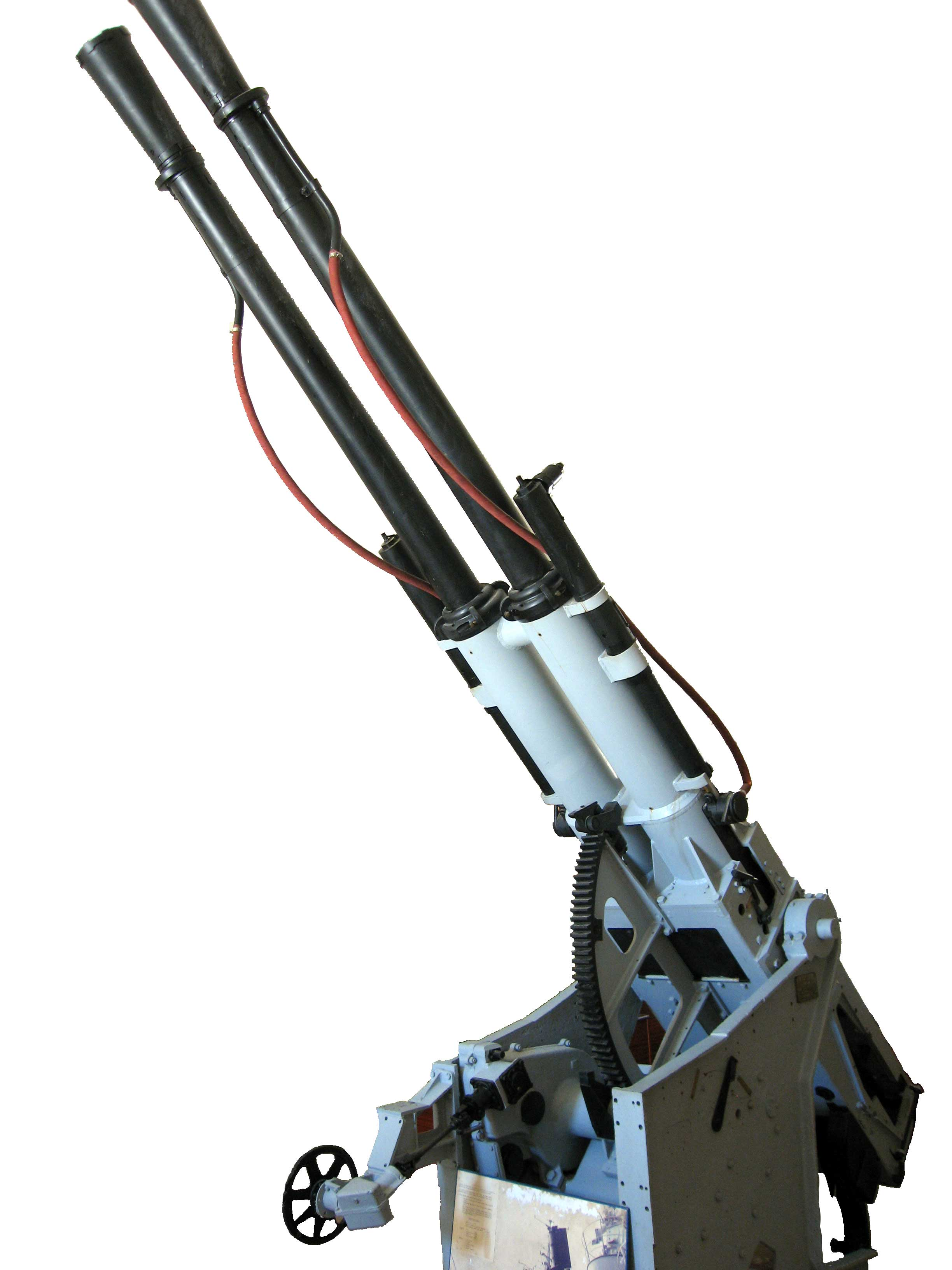
Bofors 57 mm/60 modèle 1951 français exposé au musée naval de Port-Louis.
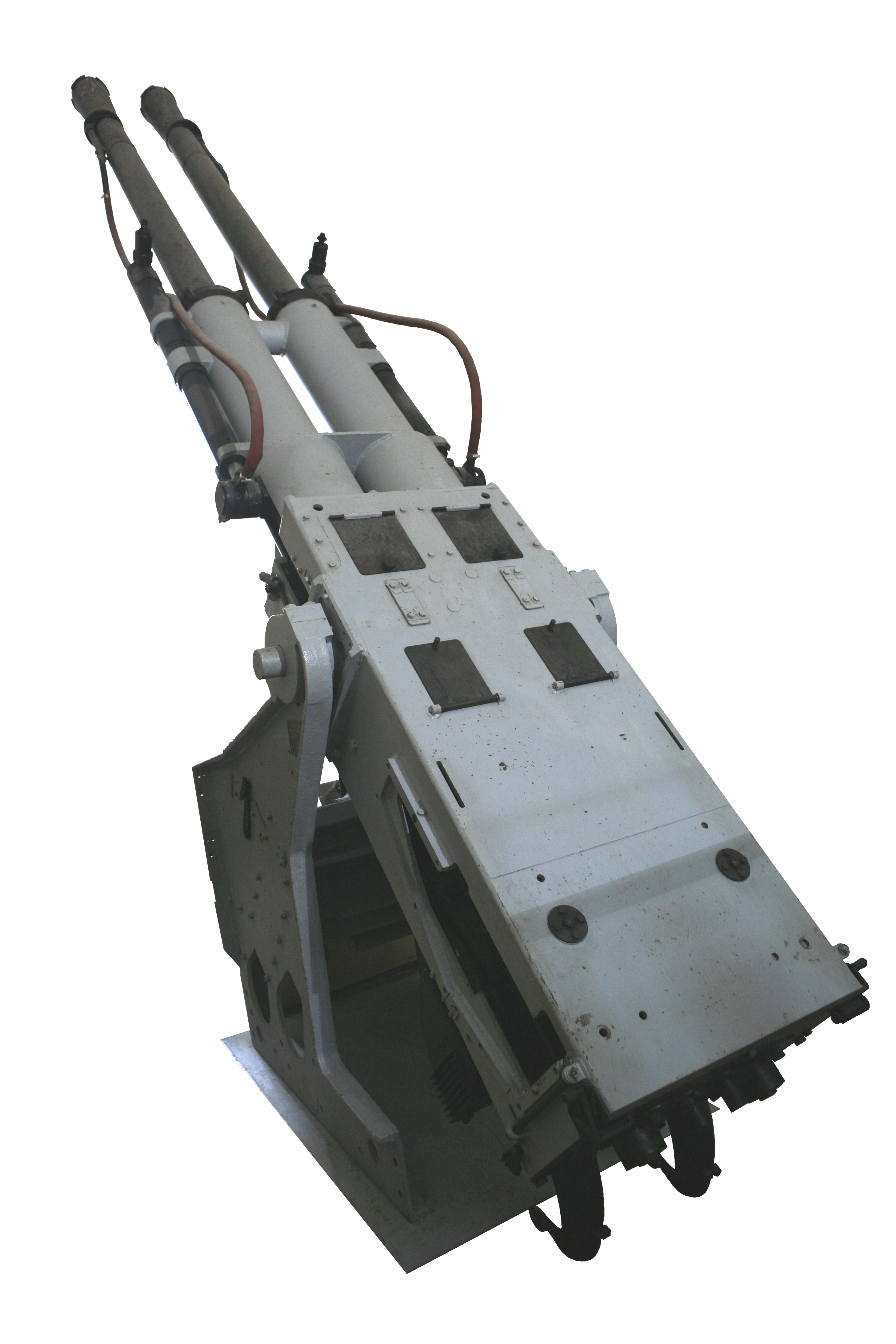
Bofors 57 mm/60 modèle 1951 français exposé au musée naval de Port-Louis.

## Utilisation dans la marine néerlandaise

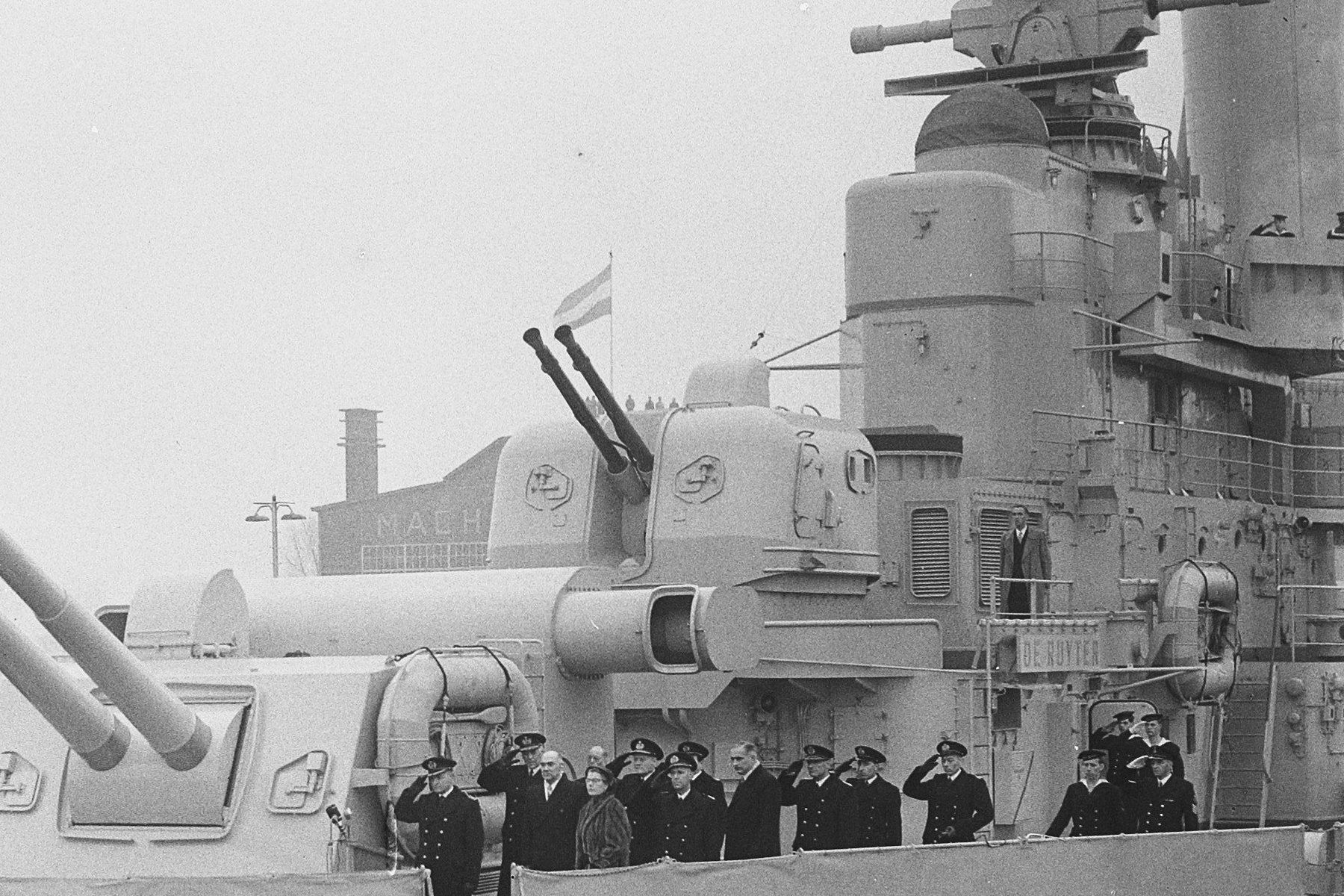
Bofors 57 mm SAK 60 Néerlandais sur le croiseur HNLMS De Ruyter.

Les Néerlandais ont été les premiers utilisateurs du Bofors 57 mm L/60. Dans le cadre de la reconstruction de la marine néerlandaise après la Seconde Guerre mondiale, la marine néerlandaise avait demandé à Bofors de développer plusieurs systèmes de canons navals pour sa prochaine génération de navires de guerre, l'un étant un canon bitube de 57 mm à double usage pour les croiseurs de la classe De Zeven Provinciën HNLMS De Ruyter et HNLMS De Zeven Provinciën. Cette demande a conduit à la création du L/60, entré en service actif dans la marine néerlandaise en 1953, monté sur les deux croiseurs de cette classe.

## Utilisation dans la marine suédoise

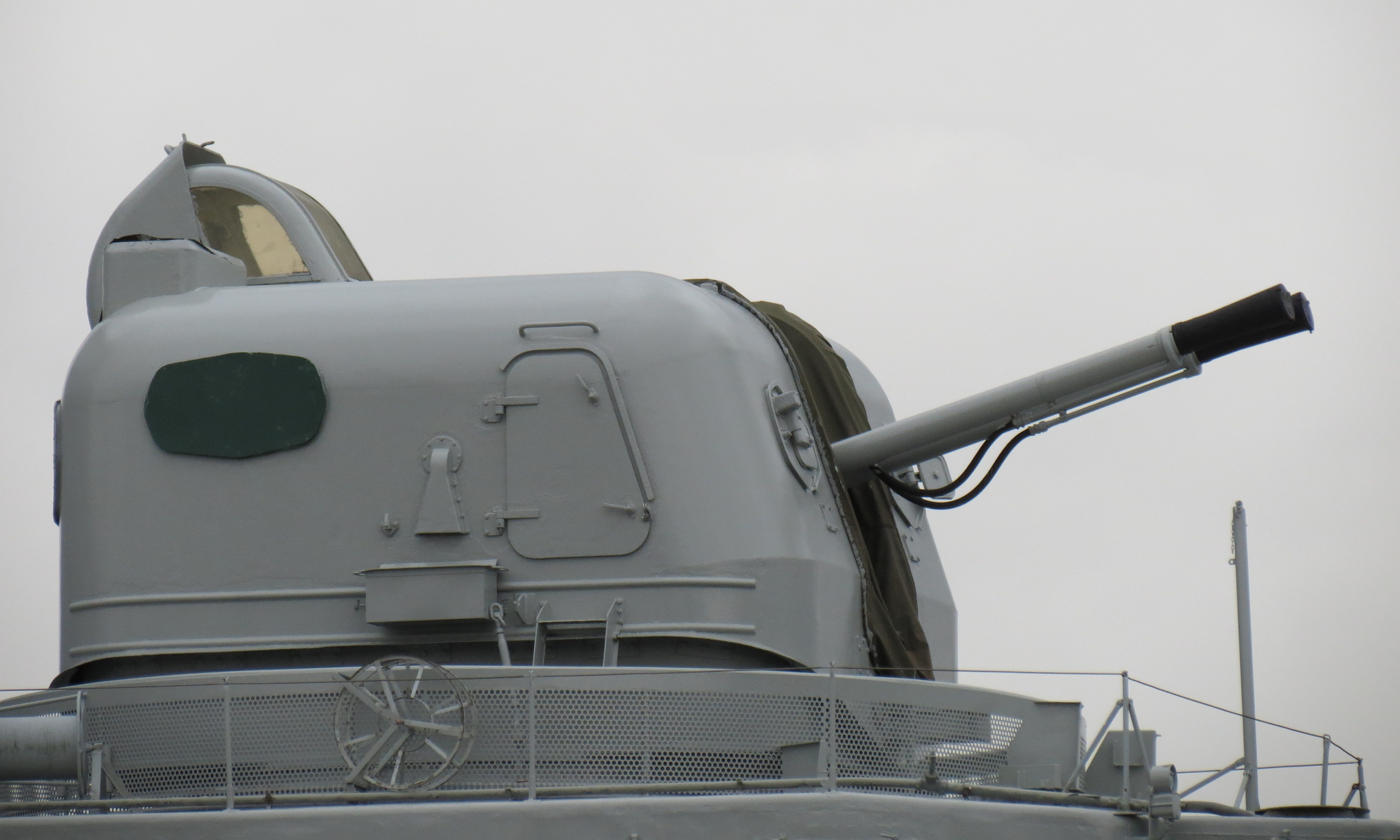
Bofors 57 mm akan m/50 Suédois sur le destroyer HSwMS Småland.

Suivant l'exemple néerlandais, la marine suédoise décide d'acquérir le nouveau canon de 57 mm pour une nouvelle génération de destroyers en 1950. En service suédois, l'arme a été installée sur les destroyers de classe Halland HSwMS Halland et HSwMS Småland, tous deux entrés en service en 1956. L'arme a été initialement désignée 57 mm automatkanon m/50 (57 mm akan m/50), signifiant « mitrailleuse de 57 mm m/50 », mais vers 1970, l'arme est renommée torndubbelautomatpjäs 57 mm m/50 (57 mm tdblapjäs m/50,), signifiant « tourelle de 57 mm à double pièce automatique m/50 ».
Le canon était utilisé jusqu'à ce que les destroyers de classe Halland soient mis hors service.

## Utilisation dans la marine française

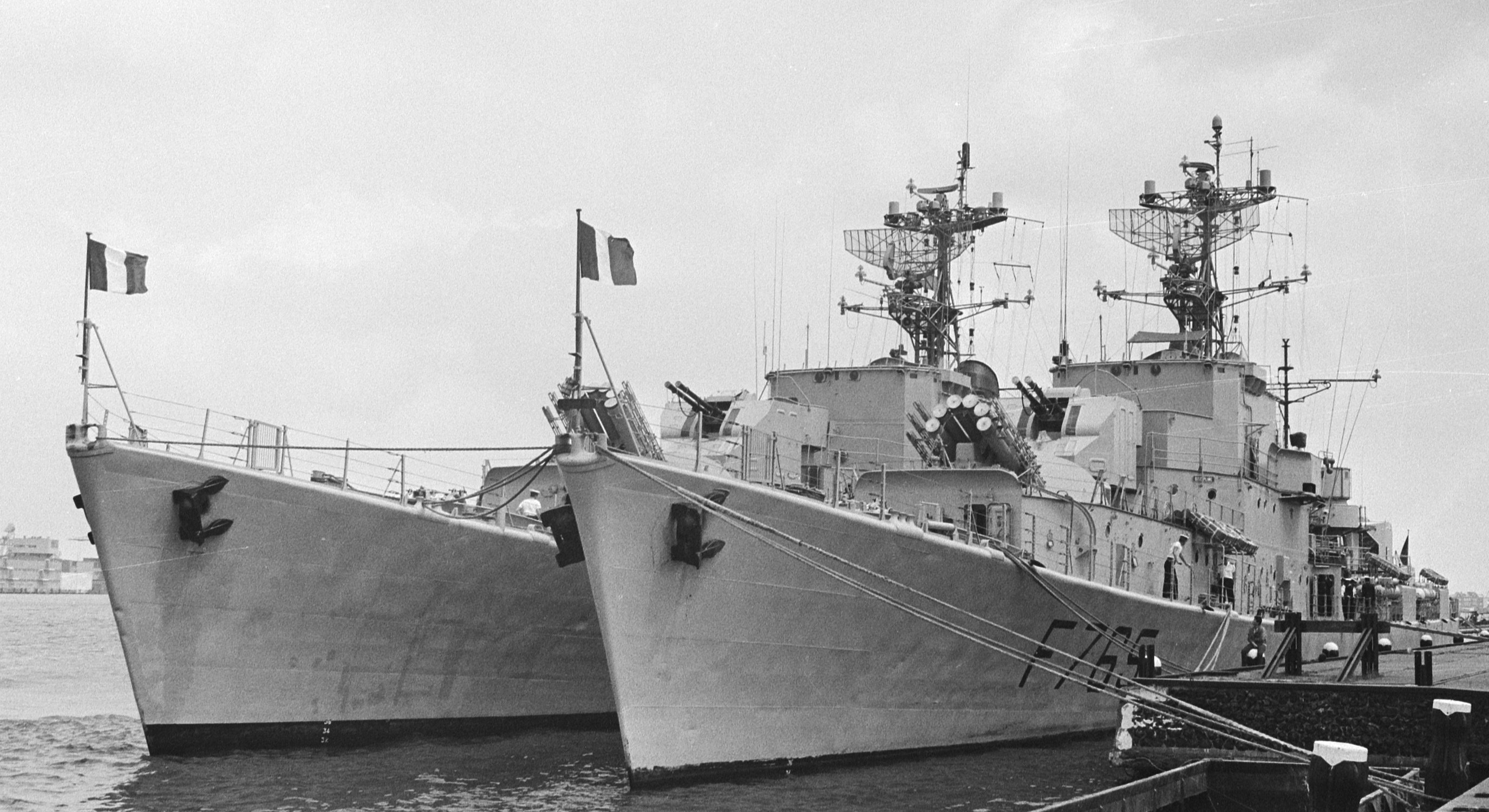
Deux escorteurs rapides français de la classe Le Normand équipées de tourelles de 57 mm/60 modèle 1951vues de l'avant.

Le L/60 est également acheté par la marine française et servira sur un certain nombre de navires de guerre sous la désignation « canon de 57 mm/60 modèle 1951 » à partir de 1952, bien que principalement après 1956. La version marine française du système comportait un affût naval de conception française qui maintenait le système en équilibre mécanique, même lors du tir.
Dans la marine française, le canon a notamment armé des escorteurs rapides comme canons principaux et des navires plus gros tel les escorteurs d'escadre et les croiseurs anti aériens comme canons secondaires. Les navires français suivants étaient armés du système 57 mm/60 modèle 1951:
- Cuirassé Jean Bart (rénovation 1952)
- Croiseur anti-aérien De Grasse
- Croiseur anti-aérien Colbert
- escorteurs rapides classe Le Normand
- Escorteurs d'escadre classe Surcouf (Type T47)
- Escorteurs d'escadre classe Duperré (type T 53)